# Pierre Pascau
Pierre Pascau (né le 10 mai 1938 et mort le 27 février 2017) est un animateur de radio canadien. 

## Biographie
Originaire de l'île Maurice, il a étudié à la Guildhouse school of Music and Drama à Londres comme boursier de la BBC. Il a ensuite travaillé au Centre d'office et d'information puis à Paris à Radio-Luxembourg avant d'arriver au Canada en 1965. En 1965 il est d'abord à CKAC puis fin 1969 il fait son entrée à CKLM. Il a obtenu la nationalité canadienne en août 1970. 
Pierre Pascau a été animateur vedette durant les années 1970 et 1980 en animant L'informateur, une émission d'affaires publiques à Radio Cité 107,3 FM et ensuite à CKAC. À partir des années 1990, il a été animateur pour la station CKVL. Il était réputé extrêmement rigoureux dans son travail de journaliste. À la retraite depuis 1997, il habitait Paris et difficilement localisable.
Après avoir travaillé pour la BBC et Radio-Luxembourg à Bruxelles, il s'est installé à Montréal en 1965 établissant des contacts avec les Membres du Mouvement de libération du taxi dès 1969. Il sera naturellement choisi pour recevoir les communiqués du FLQ en 1970.  Il décède en 2017 à l’âge de 78 ans à Brisbane en Australie. Une foule d’articles sont paru, assurant que Pascau fut un grand communicateur. Son grand rival, Gilles Proulx, un animateur de radio canadien connu, affirme que Pascau était un travailleur rigoureux et un grand de la radio. Proulx ajoute que Pascau fut extrêmement important dans son cheminement en tant que journaliste. Malgré sa grande popularité, Pascau était un homme discret qui ne souhaitait pas être une vedette.
Etudiant à McGill pendant la Crise d'Octobre. A épousé une Argentine et parlait aussi espagnol.

## Culture
Le groupe humoristique Rock et belles oreilles a parodié son style dans un sketch, L'informateur Pascau, sur l'album The Disque en 1986.